# Base on balls

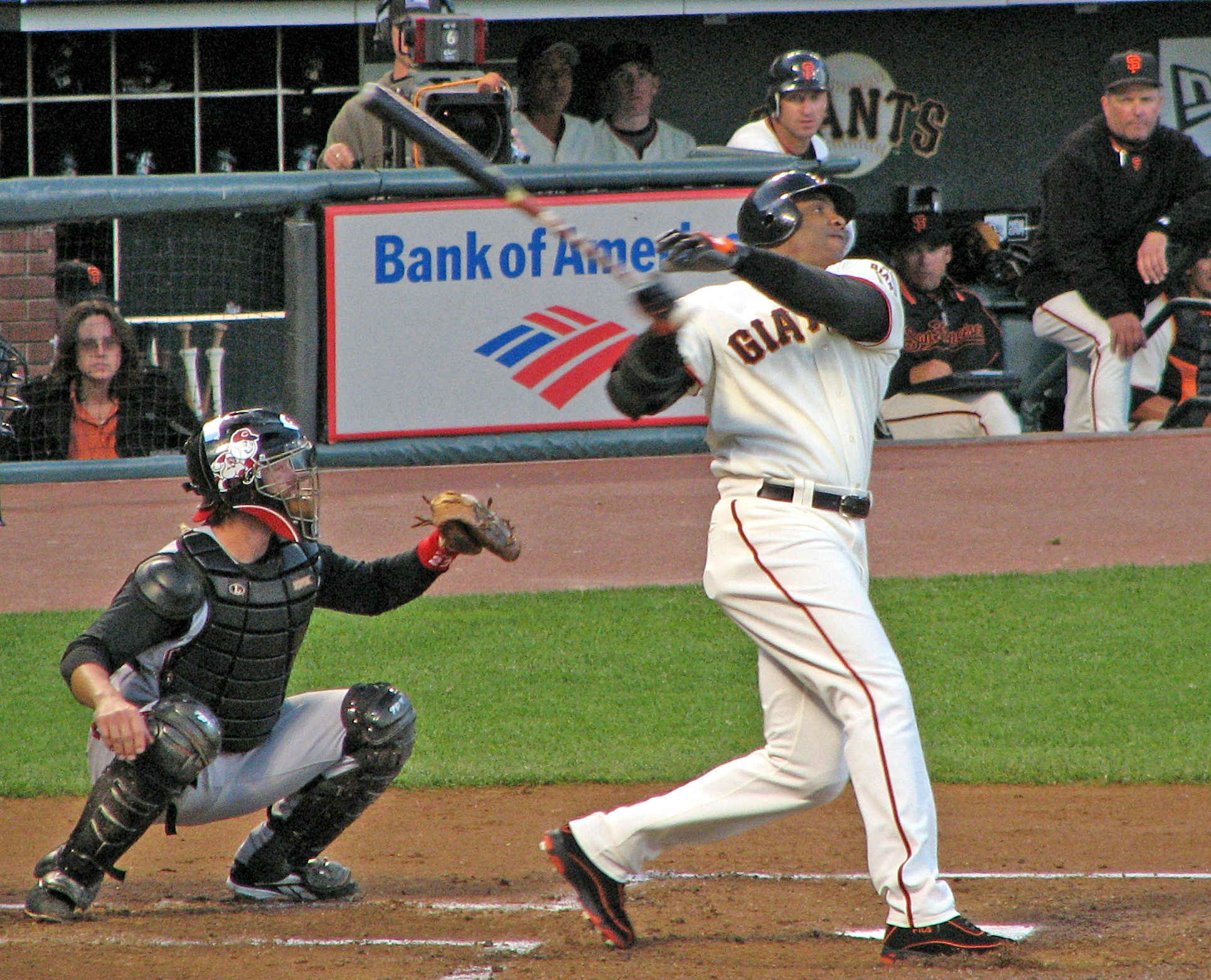
Barry Bonds jest rekordzistą w liczbie przyznanych baz za darmo.

Base on balls (w skrócie BB, inaczej walk, pol. baza za darmo) – w baseballu przyznanie pałkarzowi pierwszej bazy, po narzuceniu czterech balli przez miotacza.